# 道拉特普尔
道拉特普尔（Daulatpur），是印度喜马偕尔邦烏納縣的一个城镇。

## 人口
该地2001年总人口3,352人，其中男性1,685人，女性1,667人；0－6岁人口373人，其中男198人，女175人；识字率78.97%，其中男性为81.96%，女性为75.94%。